# 谷田川站
谷田川站（日语：／ Yatagawa eki */?），位於福島縣郡山市田村町谷田川字荒小路1號，為東日本旅客鐵道（JR東日本）所屬水郡線之車站。

## 歷史
- 1929年（昭和4年）5月10日：水郡北線終點站啟用[1]。
- 1931年（昭和6年）10月30日：此站至川東站之間開通，此站成為中途站[2]。
- 1983年（昭和58年）6月1日：水郡線CTC化，成為無人車站。
- 1987年（昭和62年）4月1日：伴隨國鐵分割民營化，車站由東日本旅客鐵道（JR東日本）營運[3]。

## 車站構造
此站是地面車站，設有2面2線的相對式月台。兩月台之間設有站內平交道連接。另外，此站設有維護路軌車輛專用的側線。
此站是由常陸大子站管理的無人車站。

### 月台
| 月台         | 路線    | 上下行 | 方向               |
| ------------ | ------- | ------ | ------------------ |
| 車站大樓一方 | ■水郡線 | 下行   | 常陸大子、水戶方向 |
| 車站大樓對面 | ■水郡線 | 上行   | 郡山方向           |

參考
在旅客資訊中沒有編排月台編號。

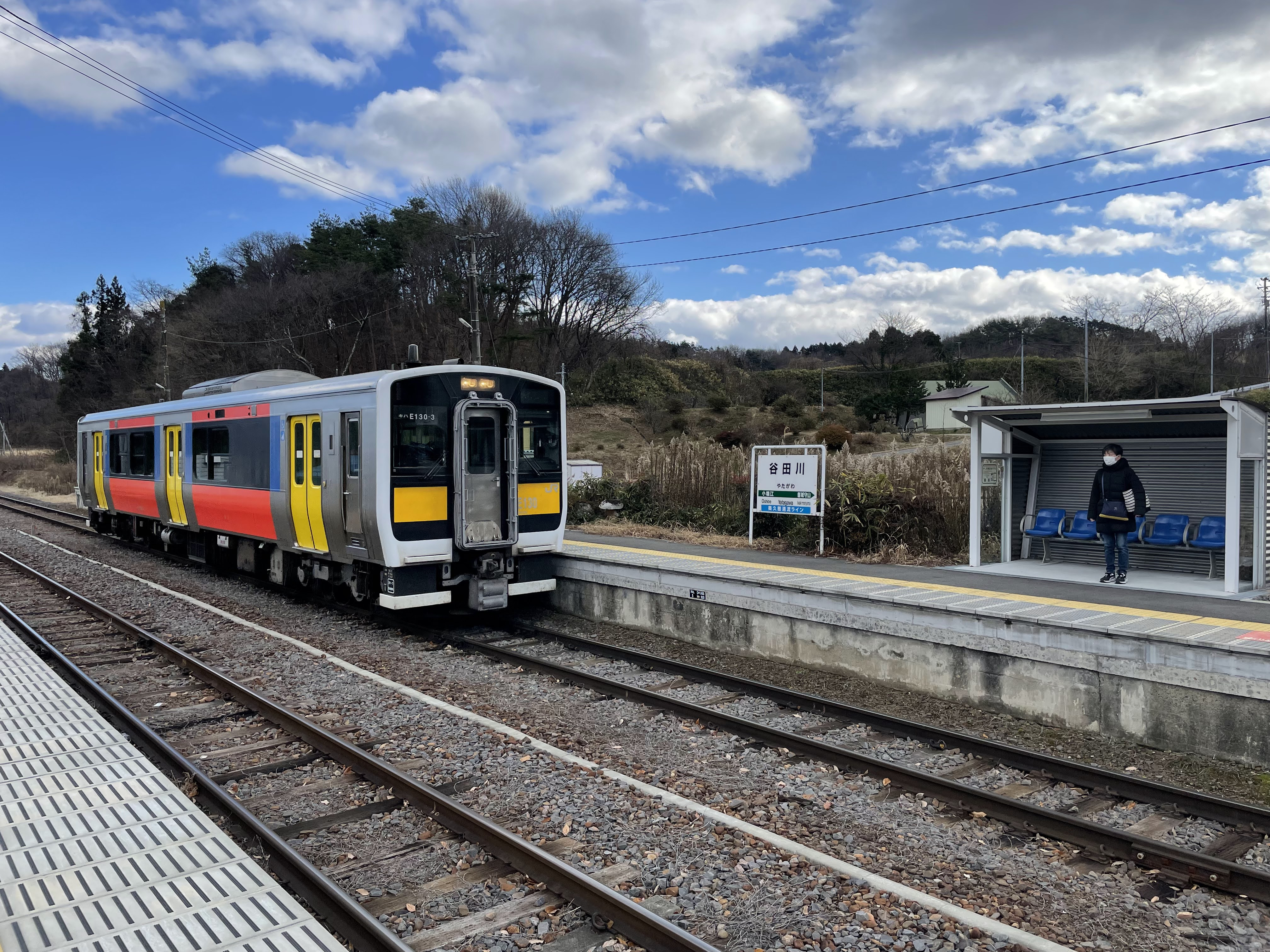
郡山方向月台、Kiha130系（2021年12月）

## 使用狀況
在2004年度的1日平起乘車人次為85人。
| 乘車人員變化 | 乘車人員變化 |
| 年度         | 1日平均人次  |
| ------------ | ------------ |
| 2000         | 82           |
| 2001         | 85           |
| 2002         | 85           |
| 2003         | 82           |
| 2004         | 85           |

## 車站周邊

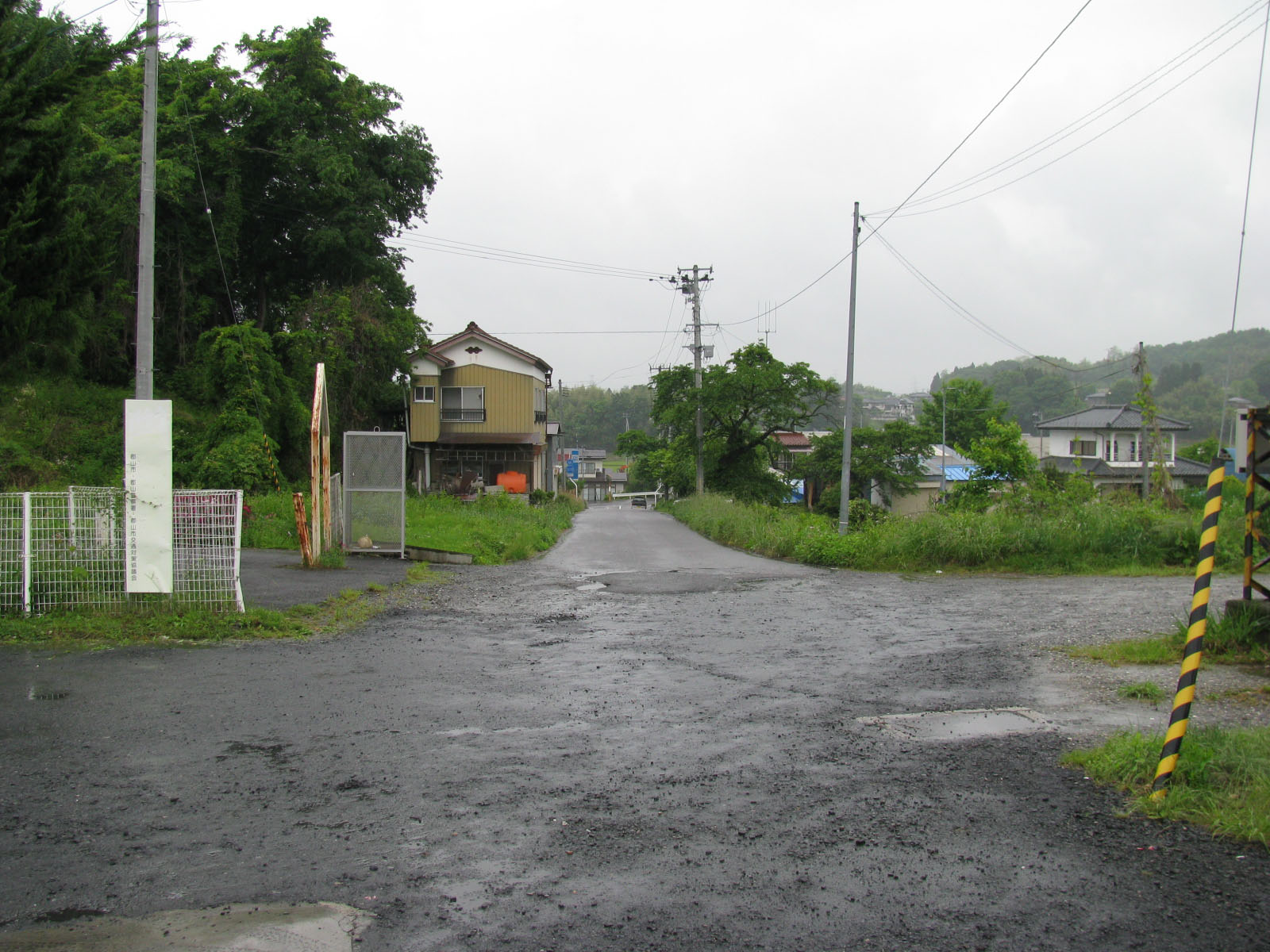
站前

- 國道49號（日语：国道49号）
- 福島縣道141號玉川田村線（日语：福島県道141号玉川田村線）
- 福島縣道181號谷田川停車場線（日语：福島県道181号谷田川停車場線）
- 福島縣道293號江持谷田川停車場線（日语：福島県道293号江持谷田川停車場線）
- 福島交通「谷田川站入口」巴士站

## 相鄰車站
東日本旅客鐵道（JR東日本）
■水郡線
小鹽江－谷田川－磐城守山

## 注腳
1. ↑  「鉄道省告示第91号」『官報』1929年5月6日（國立國會圖書館數碼化收藏）
2. ↑  「鉄道省告示第317号」『官報』1931年10月24日（國立國會圖書館數碼化收藏）
3. ↑  『交通年鑑 昭和63年版』 交通協力會，1988年3月。
4. ↑  JR東日本:駅構内図 （页面存档备份，存于）（日語）
5. ↑  第120回福島県統計年鑑 （页面存档备份，存于）（日語）

## 外部連結
- 車站資訊（谷田川）：東日本旅客鐵道（日語）